# Arenas de San Pedro
Arenas de San Pedro – gmina w prowincji Ávila w Hiszpanii, we wspólnocie autonomicznej Kastylia i León. W roku 2006 liczyła 6682 mieszkańców.